# Elvira Siurana Zaragoza
Elvira Siurana Zaragoza   (Lleida, 21 de juny de 1952) és una lider històrica del feminisme català i espanyol, editora i escriptora.

## Biografia
Nascuda a Lleida, va cursar a Barcelona els estudis de batxillerat al Col·legi del Sagrat Cor i Administració d'empreses al CICF. A l'inici de la dècada del 1970 va alternar diverses feines amb viatges per Europa. Ideològicament es va sentir identificada amb la cultura de la Generació Beat i el moviment hippie, i va viure durant un temps en una comuna de Londres.
L'any 1975 va tornar a Lleida i es va involucrar en els moviments socials de l'època: el feminisme, participant en la creació del Grup Independent de Lluita per la Dona (GILD); l'ecologisme, al Grup Ecologista de Lleida (CELL); i el catalanisme, participant en el Congrés de Cultura Catalana i en les primeres manifestacions i eleccions de la transició democràtica.
El 1976 mentre era París estudiant a l'Alliance Française, va aprofundir en la teoria feminista a través del col·lectiu «des femmes» creat per Antoinette Fouque. El maig d'aquell mateix any es va desplaçar a Brussel·les per assistir al Tribunal Internacional de Crims Contra les Dones on va contactar amb representants del col·lectiu feminista de Madrid i Barcelona que liderava Lidia Falcón, la qual va excercir una gran influència en la seva trajectòria posterior. El 1977 va començar la seva militància en el feminisme autònom, adherint-se a l'Organització Feminista Radical (OFR) i el 1979 va participar en la creació del Partit Feminista de Catalunya, del qual va ser dirigent fins al 2010.
Al començament de la dècada del 1980 es va incorporar a Vindicació Feminista Publicacions, la primera editorial feminista de l'Estat espanyol, la qual va tenir col·laboradores com Montserrat Roig, Carmen Sarmiento, Magda Oranich, Montserrat Fernández Garrido, etc. i fotògrafes com Colita i Pilar Aymerich. Siurana, juntament amb Lidia Falcón va cofundar els Clubs Vindicació Feminista de Barcelona i Madrid i la Federació de Clubs Vindicació Feminista. Des del 1979 al 2009 va ocupar el càrrec d'editora i coordinadora de la revista feminista Poder y Libertad.
El 1980, com a delegada del Partit Feminista, va participar en la creació del Front de Dones per concórrer, juntament amb l'Associació Catalana de la Dona, a les primeres eleccions democràtiques al Parlament de Catalunya, però la Junta Electoral no va permetre una candidatura feminista. Finalment, el Partit Feminista va donar suport al Bloc d'Esquerra d'Alliberament Nacional.
En 1999 es va presentar a les eleccions al Parlament Europeu, dins de la Confederació d'organitzacions feministes COFEM-FEMEK, que prèviament havia ajudat a crear.
Siurana ha organitzat i ha estat ponent en nombrosos esdeveniments feministes i en els congressos de les Nacions Unides de l'Any Internacional de la Dona a Copenhaguen (1980), Nairobi (1985) i Pequín (1995).
Com a periodista ha treballat al Diario de Barcelona i a la revista Actual, i els seus artícles s'han publicat en nombroses revistes feministes com ara, Lanbroa, Poder y Libertad, Papers de dona, Rain and tunder, Opinión Hispana, The Spanish Herald, etc.
El 1992 va publicar, amb Lídia Falcón, el Catàleg d'escriptores feministes actuals en llengua castellana.
Del 2000 al 2010 va militar en el Front d'Alliberament Gai de Catalunya i en l'organització Col·lectiu de Lesbianes, Gais, Transsexuals i bisexuals de Madrid (COGAM). En aquesta última organització va centrar la seva lluita per la legalització del matrimoni homosexual a Espanya, dret que va exercir l'any 2008.
El 2017 va tornar a Lleida i el 2019 es va presentar a les eleccions municipals com a número quatre a les llistes de la Crida per Lleida-CUP.